# Thuốc trị sốt rét
Thuốc trị sốt rét, còn được gọi là thuốc chống sốt rét, được thiết kế để ngăn ngừa hoặc chữa bệnh sốt rét. Những loại thuốc này có thể được sử dụng cho một số hoặc tất cả những điều sau đây:
- Điều trị sốt rét ở những người nghi ngờ hoặc xác nhận nhiễm trùng
- Phòng ngừa nhiễm trùng ở những người đến vùng sốt rét lưu hành không có miễn dịch (dự phòng sốt rét)
- Điều trị gián đoạn định kỳ của một số nhóm nhất định ở vùng lưu hành (điều trị dự phòng gián đoạn)

Một số thuốc chống sốt rét, đặc biệt là chloroquine và hydroxychloroquine, cũng được sử dụng trong điều trị viêm khớp dạng thấp và viêm khớp do lupus.
Thực hành hiện nay trong điều trị bệnh sốt rét dựa trên khái niệm trị liệu kết hợp (ví dụ Coartem), vì điều này mang lại một số lợi thế, bao gồm giảm nguy cơ thất bại điều trị, giảm nguy cơ phát triển sức đề kháng, tăng cường sự thuận tiện và giảm tác dụng phụ. Nhắc nhở xác nhận ký sinh trùng bằng kính hiển vi, hoặc thay thế bằng các xét nghiệm chẩn đoán nhanh, được khuyến cáo ở tất cả các bệnh nhân nghi ngờ mắc bệnh sốt rét trước khi bắt đầu điều trị. Điều trị chỉ dựa trên nghi ngờ lâm sàng chỉ nên được xem xét khi không thể truy cập chẩn đoán ký sinh trùng.

## Thuốc
Trên thực tế cần xem xét thuốc chống sốt rét theo cấu trúc hóa học vì điều này được liên kết với các tính chất quan trọng của từng loại thuốc, chẳng hạn như cơ chế tác dụng.

### Quinine và các thuốc liên quan
Quinine có một lịch sử lâu dài từ Peru, và việc phát hiện ra cây cinchona và công dụng tiềm năng của vỏ cây này cho đến ngày nay và một bộ sưu tập các dẫn xuất vẫn thường được sử dụng trong phòng ngừa và điều trị bệnh sốt rét. Quinine là một alkaloid có tác dụng như một chất phân liệt máu và là chất gametocide yếu chống lại Plasmodium vivax và Plasmodium malariae. Là một alcaloid, nó được tích lũy trong không bào thức ăn của các loài Plasmodium, đặc biệt là Plasmodium falciparum. Nó hoạt động bằng cách ức chế hemozoin biocrystallization, do đó tạo điều kiện cho một tập hợp heme độc tế bào. Quinine ít hiệu quả và độc hại hơn khi là tác nhân gây ra phân liệt máu so với chloroquine; tuy nhiên, nó vẫn rất hiệu quả và được sử dụng rộng rãi trong điều trị các trường hợp biến chứng cấp tính của P. falciparum nặng. Nó đặc biệt hữu ích ở những khu vực được biết là có mức độ kháng thuốc cao với các phối hợp thuốc chloroquine, mefloquine và sulfa với pyrimethamine. Quinine cũng được sử dụng trong điều trị sau phơi nhiễm của những người trở về từ một khu vực có sốt rét lưu hành.
Phác đồ điều trị của quinine rất phức tạp và được xác định chủ yếu bởi mức độ kháng thuốc của ký sinh trùng và lý do điều trị bằng thuốc (ví dụ như điều trị cấp tính hoặc điều trị dự phòng). Khuyến cáo của Tổ chức Y tế Thế giới đối với quinine là 20   mg / kg lần đầu và 10   mg / kg cứ sau 8 giờ trong 5 ngày khi ký sinh trùng nhạy cảm với quinine, kết hợp với doxycycline, tetracycline hoặc clindamycin. Liều có thể được đưa ra bằng đường uống, tiêm tĩnh mạch hoặc tiêm bắp. Phương pháp được đề nghị phụ thuộc vào mức độ khẩn cấp của điều trị và các nguồn lực sẵn có (ví dụ như kim tiệt trùng để tiêm tĩnh mạch hoặc tiêm bắp).